# Forêts tempérées d'Afrique australe
 (septembre 2020).
Le contenu est difficilement compréhensible vu les erreurs de traduction, qui sont peut-être dues à l'utilisation d'un logiciel de traduction automatique.

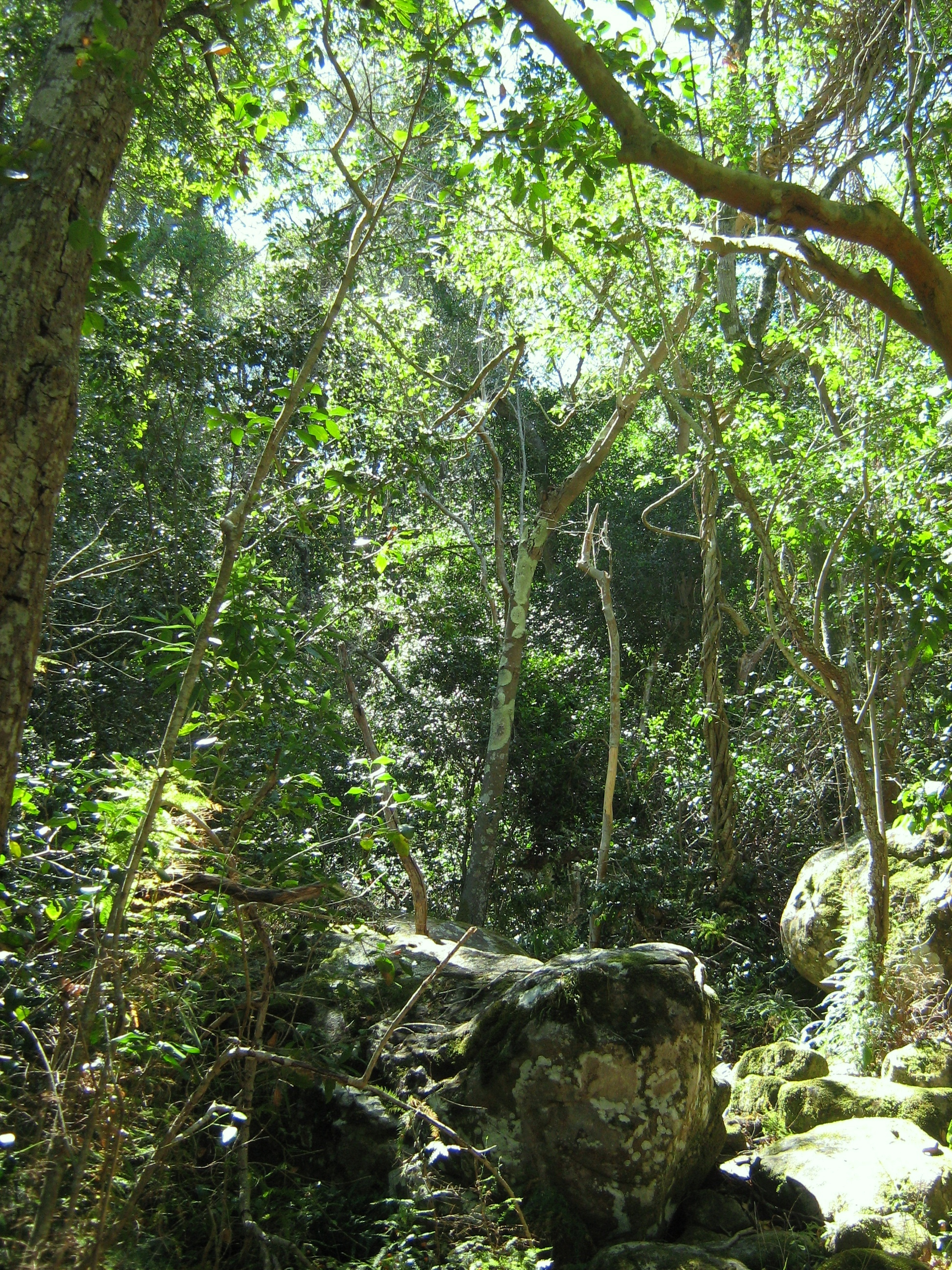
Forêt afrotempérée du sud poussant sur les pentes orientales de Table Mountain

Les forêts tempérées d'Afrique australe (Southern Afrotemperate Forest, Southern Cape Forests selon le Department of Water Affairs and Forestry sud-africain) sont des forêts sud-africaines hautes, ombragées et multicouches. C'est le principal type de forêt dans la partie sud-ouest de l'Afrique du Sud (pays d'Afrique australe), s'étendant de la péninsule du Cap à l'ouest, jusqu'à Port Elizabeth à l'est. Dans cette aire de répartition (excepté les forêts d'altitude de Knysna et Amatole), elles se présentent généralement sous forme de petites poches forestières, entourées de fynbos.

## Écologie
Cet écosystème forestier est un sous-type de la forêt d'afromontane que l'on peut trouver dans toute l'Afrique jusqu'au nord en Éthiopie. Cependant, il se distingue des autres types de forêts d'Afrique australe par sa gamme d'espèces relativement distinctes et son confinement à l'extrême sud-ouest de l'Afrique, séparé des autres zones boisées à l'est et au nord. La forêt tempérée d'Afrique australe a tendance à pousser sur des sols dérivés du grès et du granit, qui sont les formations rocheuses dominantes dans le sud-ouest du Cap.
Le Cap-Occidental est sujet aux incendies saisonniers et les différents types de végétation fynbos qui y dominent sont tous régis par les cycles de feu. Cependant, la forêt afrotempérée du sud n'est pas adaptée au feu, elle est donc toujours limitée aux « refuges d'incendie » tels que les gorges, les zones fluviales humides ou les pentes rocheuses d'éboulis que les incendies ne peuvent pas atteindre. En l'absence de feux de veld, les forêts les plus hautes ont tendance à s'étendre aux dépens des fynbos.

## Subdivisions
La forêt afrotempérée du sud est classiquement divisée en trois sous-types étroitement liés :

### Western Cape Talus
Talus du Cap occidental

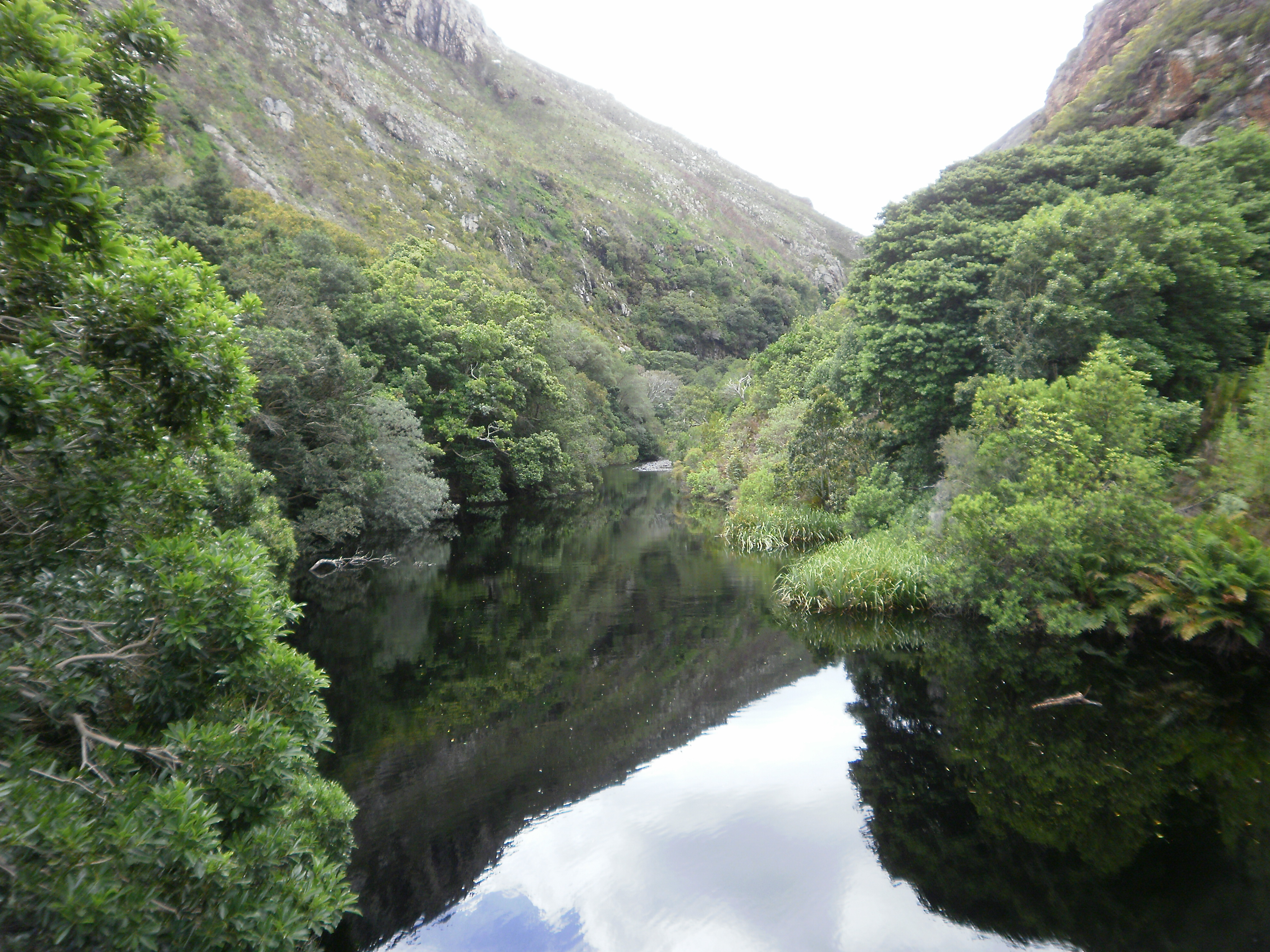
Western Cape Talus poussant près de Betty's Bay

Il s'agit d'un type de forêt d'éboulis de hauteur moyenne que l'on ne trouve généralement que dans de petites parcelles, poussant sur des pentes escarpées et rocheuses et près des ruisseaux de montagne. Il est endémique du Cap occidental. En fonction de l'emplacement et de la composition des espèces des forêts, ce type est souvent divisé de manière informelle en forêts fluviales (oewerbos en afrikaans) et forêts d'éboulis (dasbos en afrikaans). La composition des espèces de ces deux sous-types diffère légèrement, mais ils sont encore suffisamment similaires pour être classés ensemble comme un écosystème. Les espèces d'arbres dominantes, les plus grandes et les plus évidentes sont Metrosideros angustifolia, Brabejum stellatifolium, Cassine schinoides, Apodytes dimidiata, Cunonia capensis, Ilex mitis, Kiggelaria africana, Rapanea melanophloeos, Olinia ventosa et Podocarpus elongatus .
Les forêts de Talus du Cap occidental subissent naturellement des perturbations périodiques, des inondations dans le cas des forêts fluviales et des éboulements dans le cas des forêts d'éboulis. Une régénération rapide suit immédiatement. Le cycle naturel de perturbation de la végétation de fynbos environnante est entraîné par le feu, mais cela a peu d'effet sur les forêts d'éboulis abritées.
Les principales menaces qui pèsent sur cet écosystème sont les plantes exotiques envahissantes, en particulier Acacia mearnsii. L'habitat naturel des talus du Cap occidental se trouve généralement dans les bassins versants, et ils remplissent donc une fonction importante dans la régulation des systèmes d'eau et la prévention de l'érosion. Ils abritent également de nombreux sentiers de randonnée pittoresques et ont une valeur en tant que source de plantes médicinales. De plus, plusieurs espèces (telles que Clivia mirabilis et Cryptocarya angustifolia ) sont endémiques à ces forêts et ne sont présentes nulle part ailleurs dans le monde.

### Western Cape Afrotemperate
Cap occidental afrotempéré

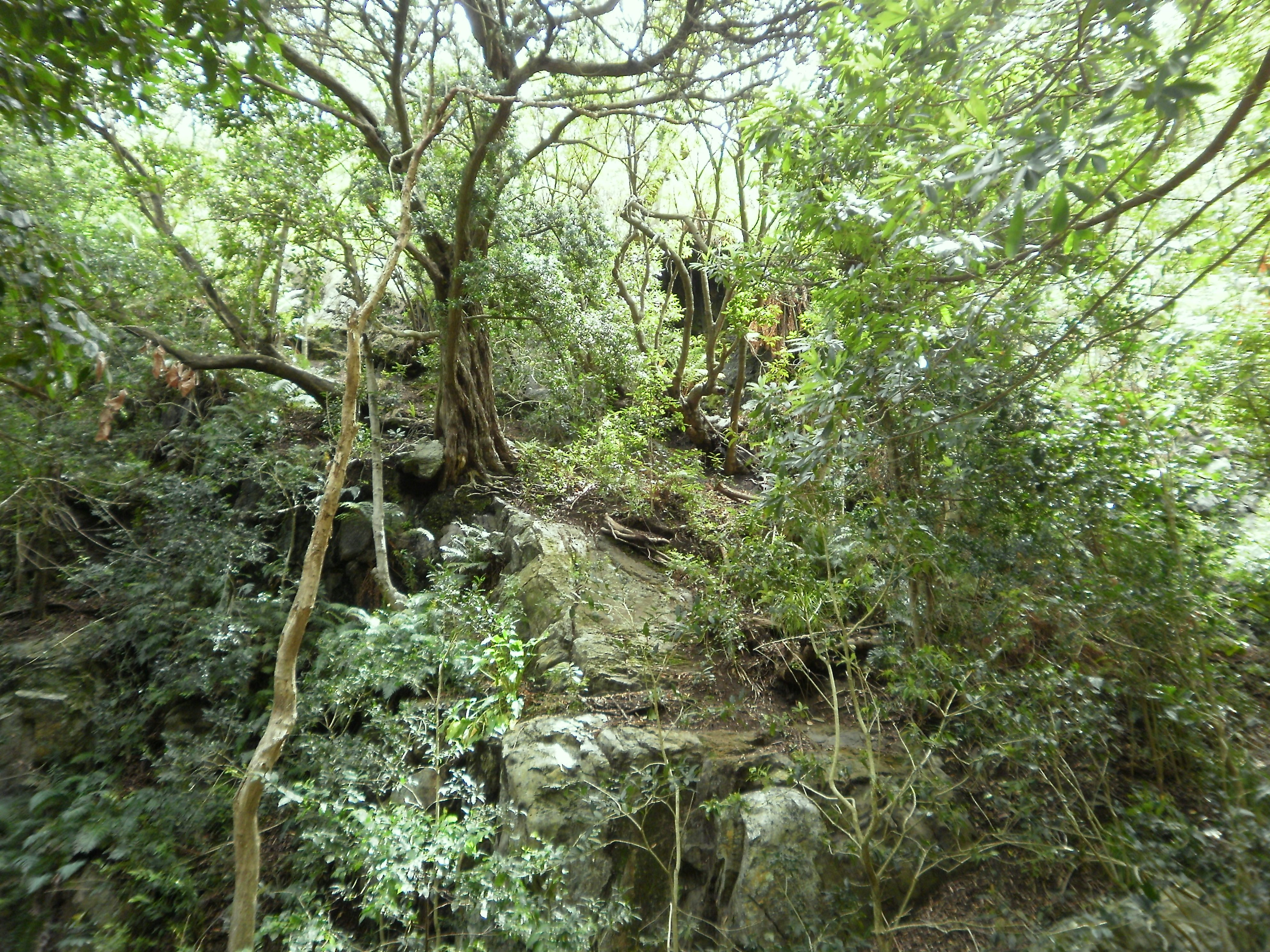
Western Cape Afrotemperate forest de plus en plus à Newlands Forest au Cap.

Les « forêts du sud-ouest du Cap » (South-western Cape forests), plus épaisses, plus profondes et plus denses, sont dominées par de plus grands arbres afromontagnards. Ces hautes terres boisées se trouvent généralement dans les gorges abritées et les zones montagneuses du Cap occidental.
Ils comprennent également les forêts de la péninsule du Cap, telles que celles de Newlands Forest (en), Kirstenbosch et Orangekloof (en), qui sont toutes situées autour de Table Mountain, dans la ville du Cap.
Les espèces typiques comprennent les arbres massifs tels que les Podocarpus latifolius, Ilex mitis, Kiggelaria africana, Curtisia dentata, les bois de fer, Cunonia capensis, les espèces de Cassine peragua, Olinia ventosa et Rapanea melanophloeos, qui forment la plus haute canopée; des arbres plus petits comme Halleria lucida, Diospyros whyteana et Maytenus acuminata, qui forment une couche moyenne; ainsi qu'une variété de fougères, d'herbes, d'arbustes, de Rhoicissus et de lianes (par exemple Asparagus scandens, Rhoicissus tomentosa ). Bien que moins riches en biodiversité que les forêts afrotempérées du Cap Sud, ces forêts contiennent encore une variété de plantes et d'animaux endémiques qui ne se trouvent nulle part ailleurs dans le monde.
Les principales menaces proviennent de plantes exotiques envahissantes telles que Pittosporum undulatum, Solanum mauritianum, Black wattle, le lantana, le troène et les pins. Les forêts afrotempérées du Cap occidental ont une valeur socio-économique élevée, en raison de leur utilisation à des fins récréatives telles que la randonnée, de leur rôle dans la préservation de l'approvisionnement en eau du Cap occidental et de leur production naturelle d'une énorme gamme de plantes médicinales,.

### Southern Cape Afrotemperate
Cap Sud afrotempéré

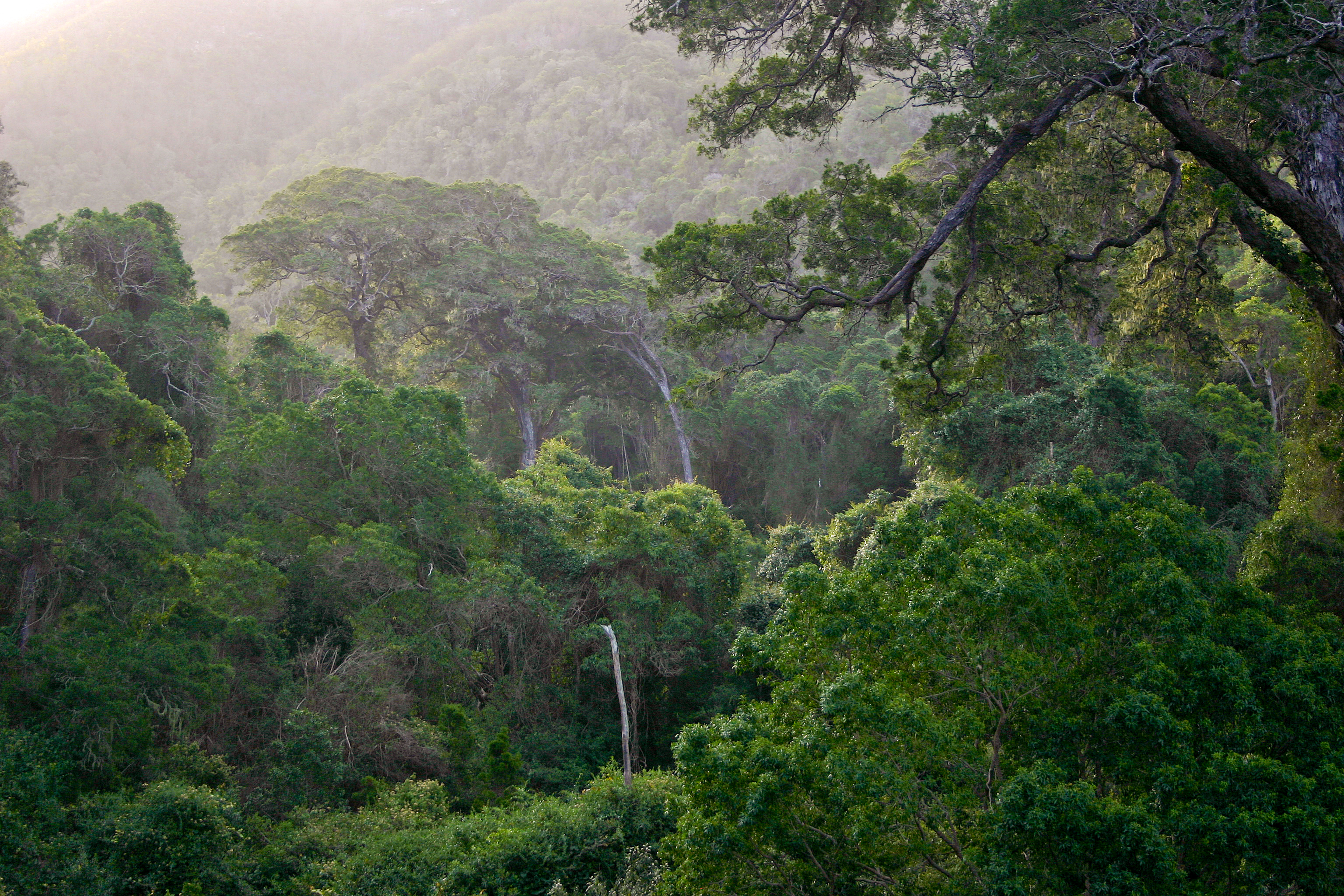
Forêt afrotempérée du Cap sud près de Knysna

De loin, la plus grande partie de la forêt afrotempérée du sud, elle comprend les énormes forêts de Knysna-Tsitsikamma. Elle s'étend de Mossel Bay dans le Cap occidental, vers l'est dans le Cap oriental, presque aussi loin que Port Elizabeth.
Il s'agit d'une forêt haute, dense et riche en espèces dans un climat tempéré humide et chaud. La canopée la plus élevée est formée à partir des couronnes entrelacées des arbres les plus massifs. Les sous-sols sont formés d'arbres de taille moyenne à plusieurs troncs et le sol forestier abrite une gamme d'arbustes, de fougères et de fleurs indigènes. D'énormes lianes et vignes atteignent la canopée et entre les branches et une variété d'animaux habitent ces bois. Cette forêt est très similaire à la forêt afrotempérée du Cap occidental avec un chevauchement très élevé d'espèces; cependant, il présente également des similitudes moindres avec les forêts de brume d'Amatole qui se trouvent plus à l'est dans la chaîne de montagnes du Drakensberg. Auparavant, le gros gibier était abondant, mais aujourd'hui il est largement exterminé. Une petite population d'éléphants survit à Knysna.
Elle est souvent subdivisée en trois types de végétation plus petits : la forêt de Southern Cape Mountain, les forêts Coastal-Platform et Scarp.

## Espèce
Certaines des principales espèces d'arbres indigènes :
- Podocarpus falcatus
- Podocarpus latifolius
- Podocarpus elongatus
- Apodytes dimidiata
- Brabejum stellatifolium
- Celtis africana
- Chionanthus foveolatus
- Curtisia dentata
- Diospyros whyteana
- Grewia occidentalis
- Halleria lucida
- Ilex mitis
- Kiggelaria africana
- Maytenus acuminata
- Cassine peragua
- Canthium inerme
- Cunonia capensis
- Ocotea bullata
- Olea capensis
- Olinia ventosa
- Nuxia floribunda
- Cyathea capensis
- Cyathea dregei
- Pterocelastrus tricuspidatus
- Rapanea melanophloeos
- Virgilia

## Galerie

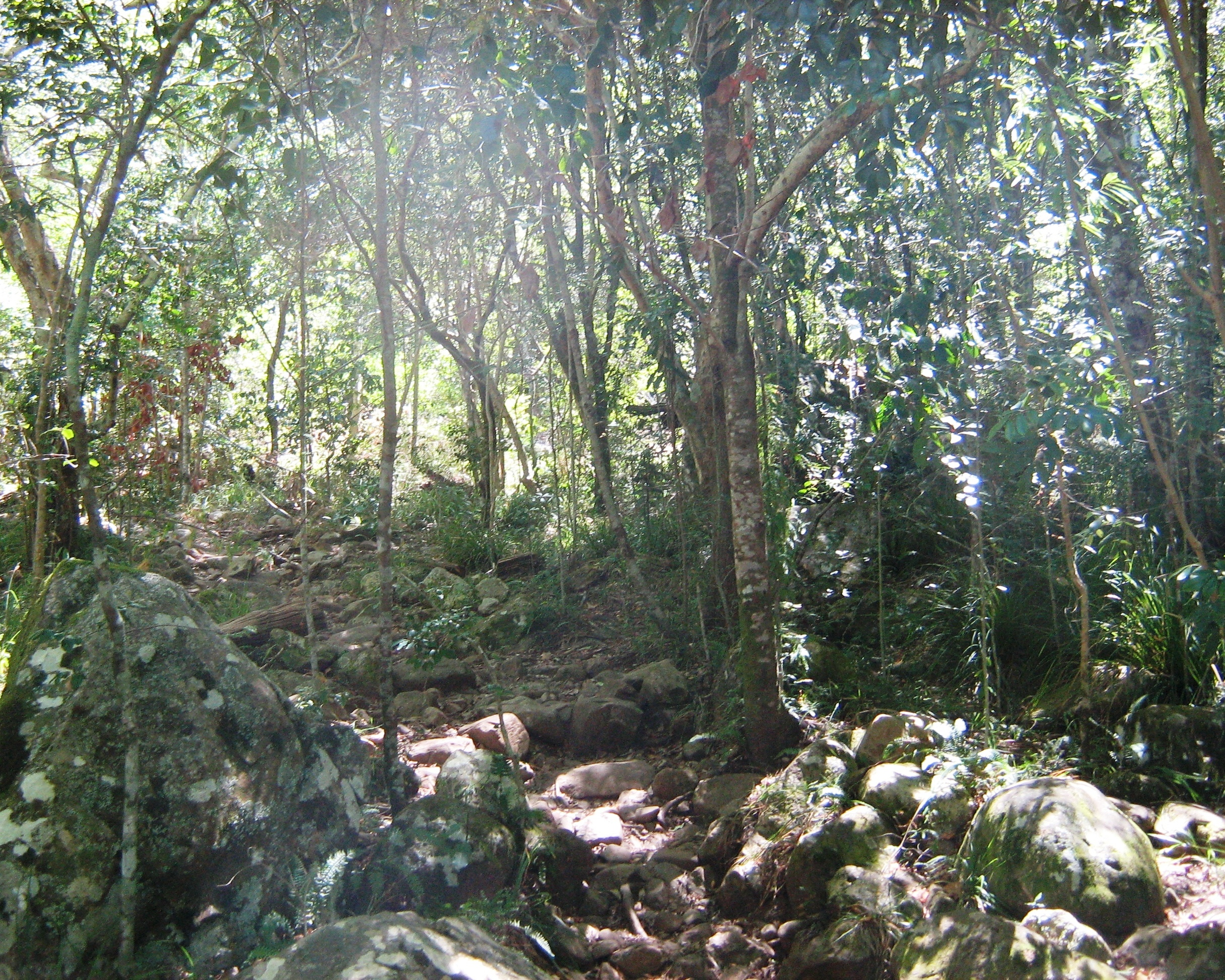
Newlands Forest, Le Cap
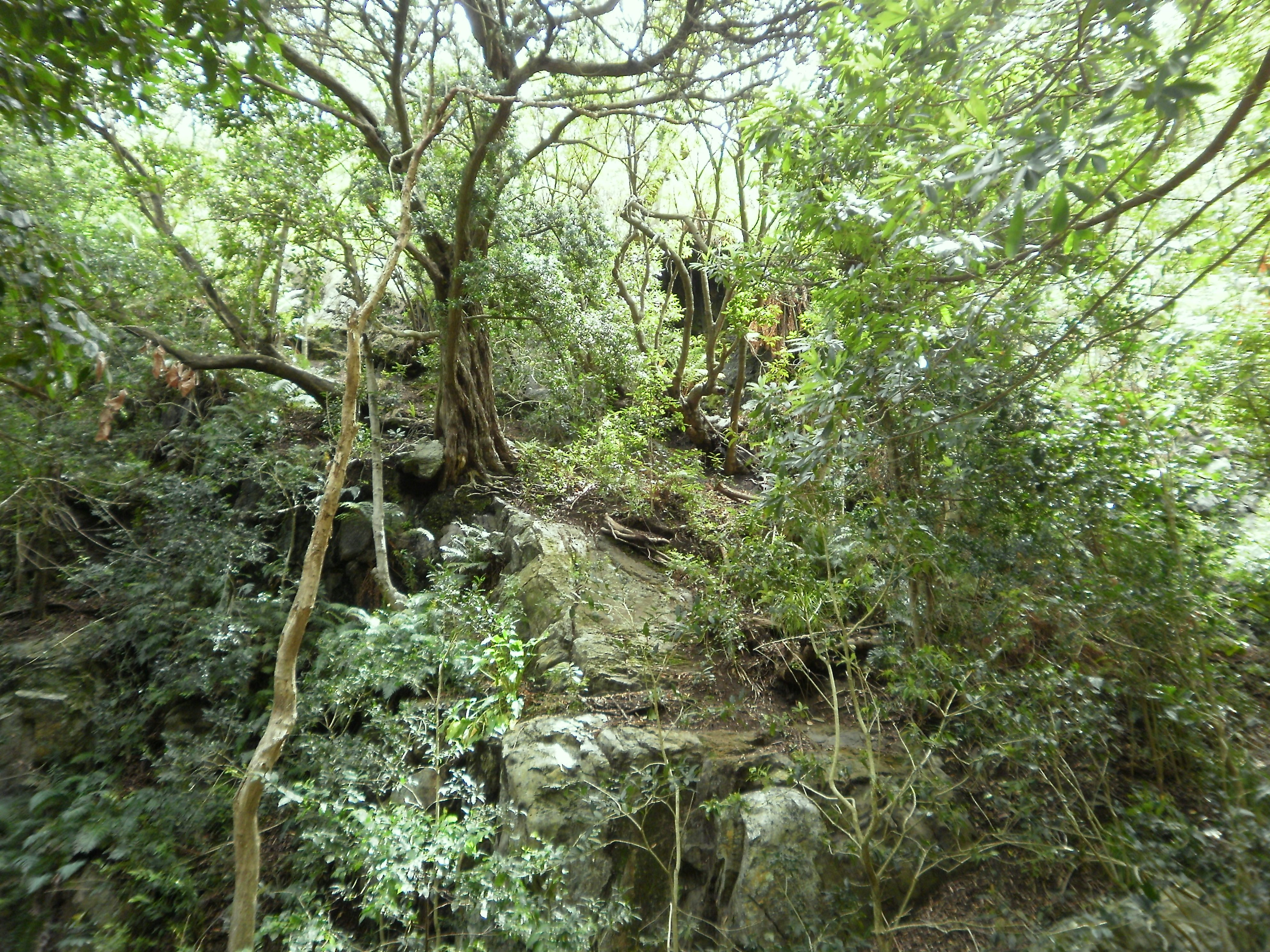
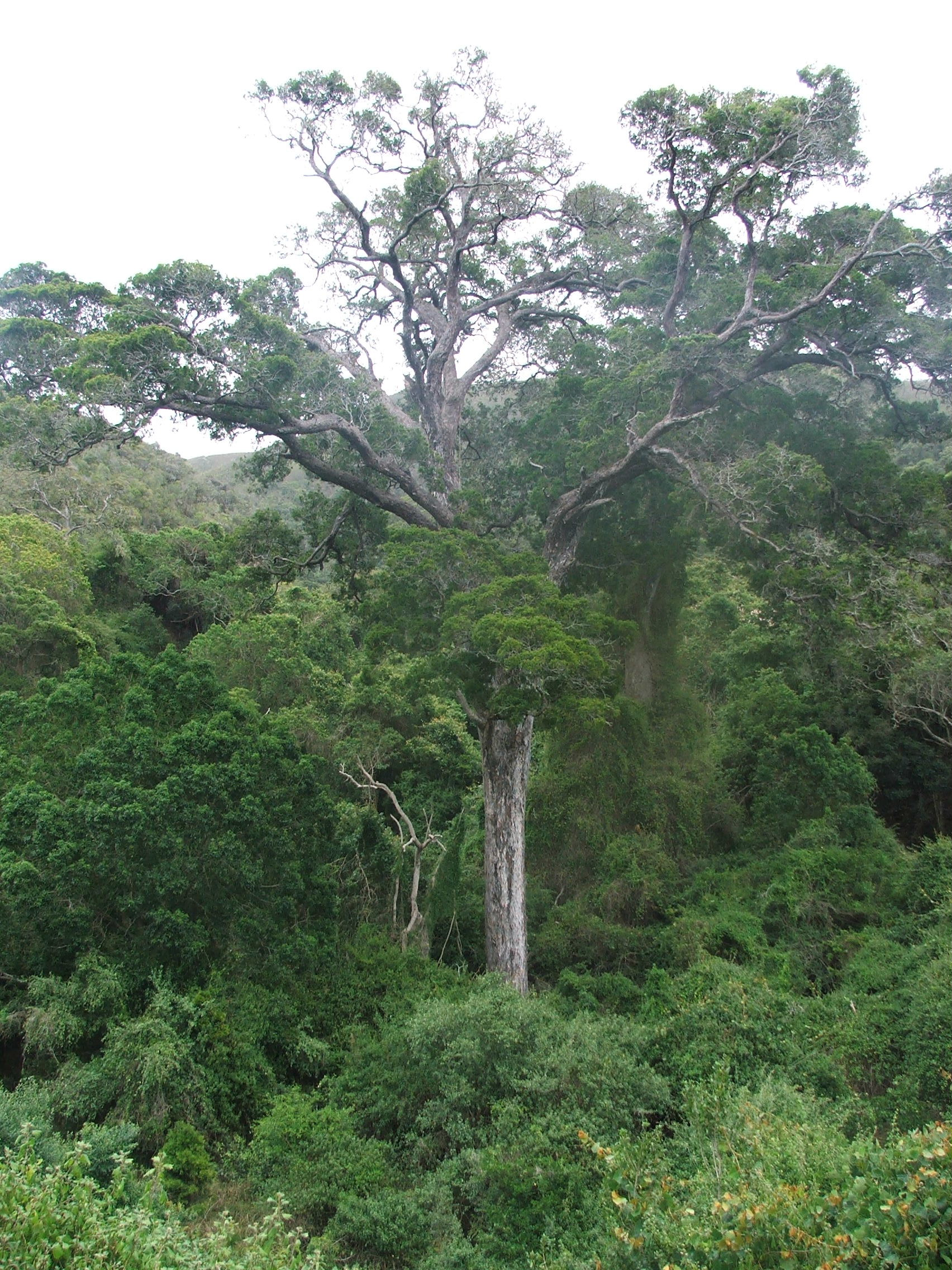
Un yellowwood géant poussant au-dessus de la canopée de la forêt près de Knysna
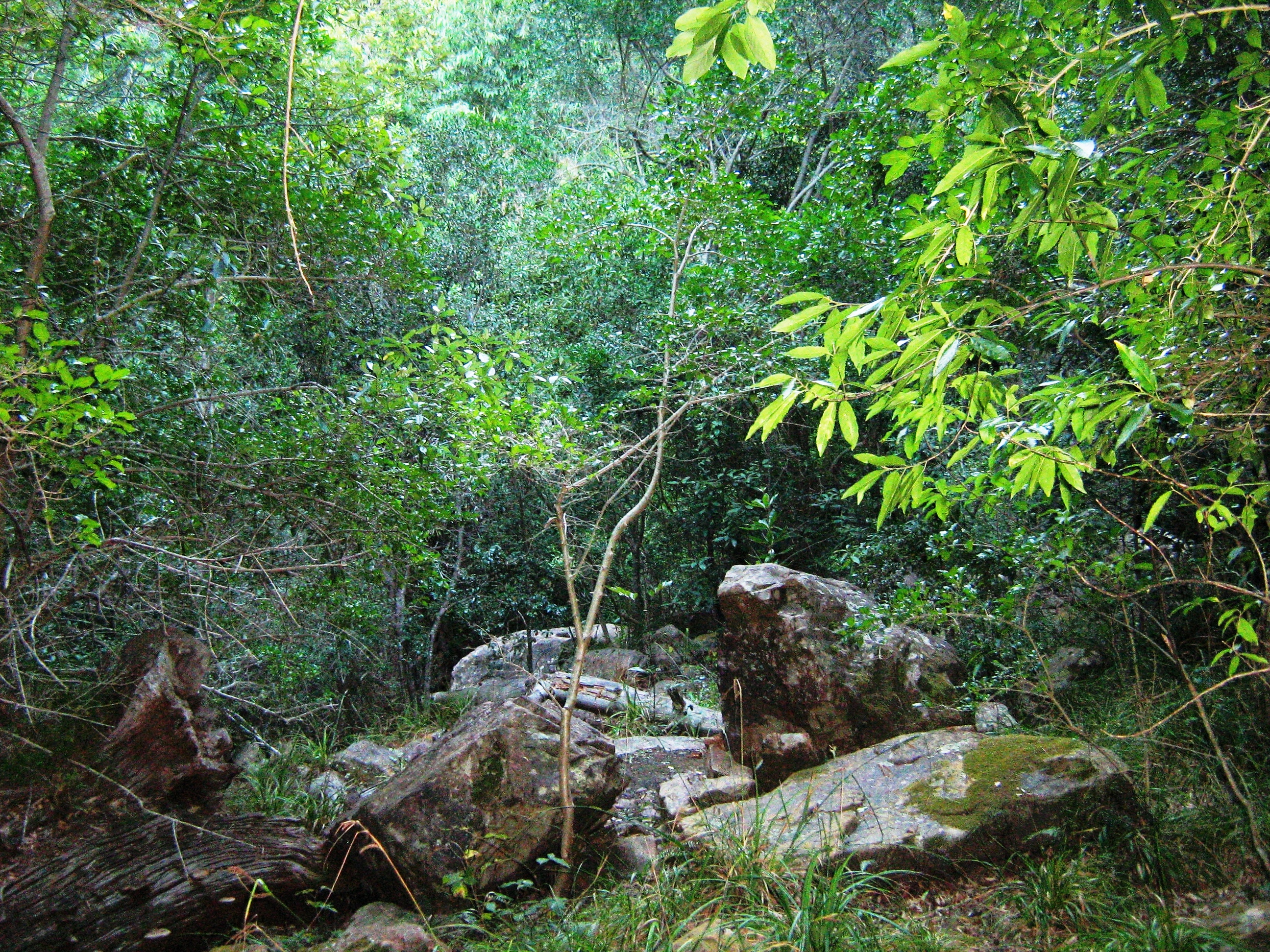
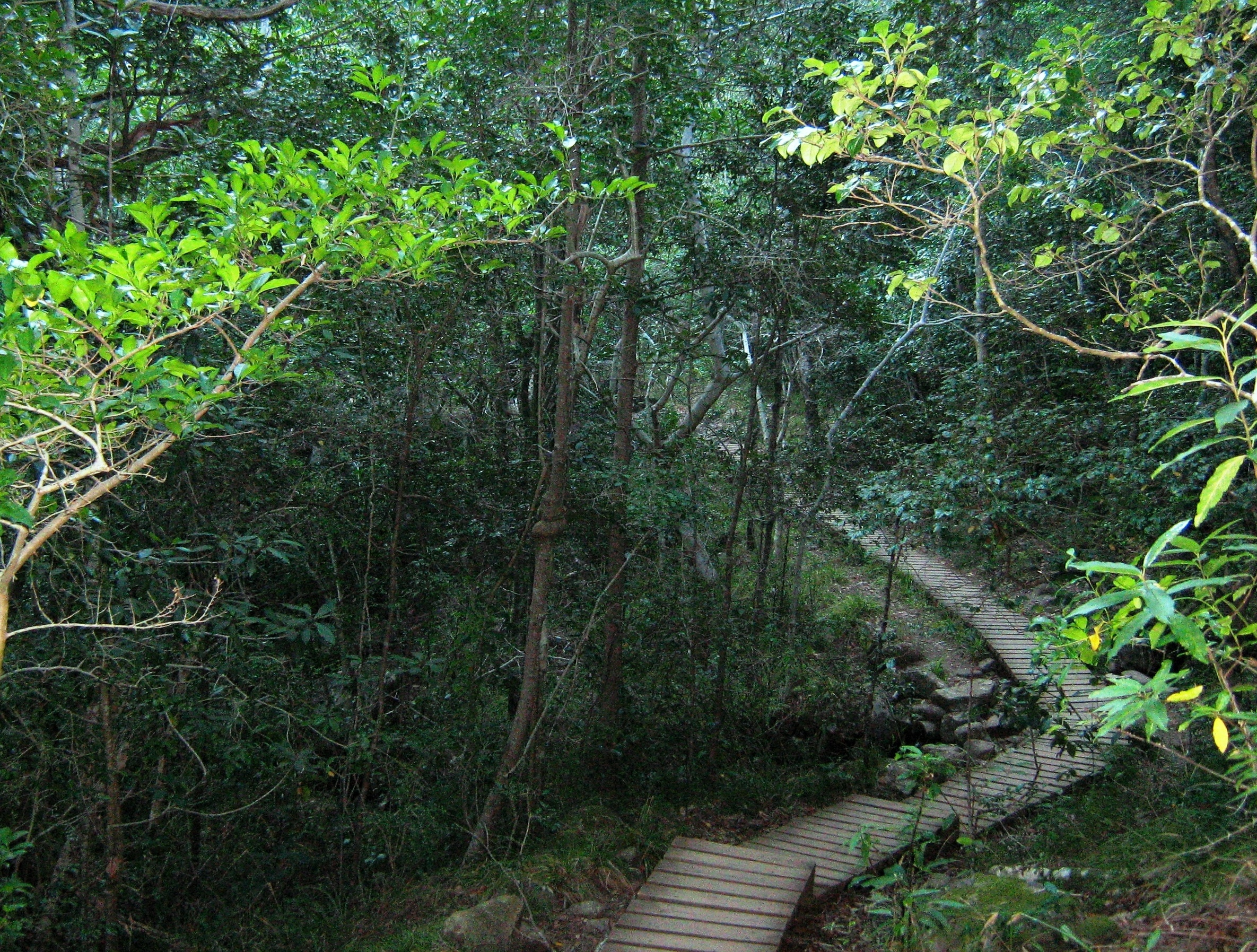
The "woodcutters path" , le «sentier des bûcherons» à travers les forêts indigènes de Newlands
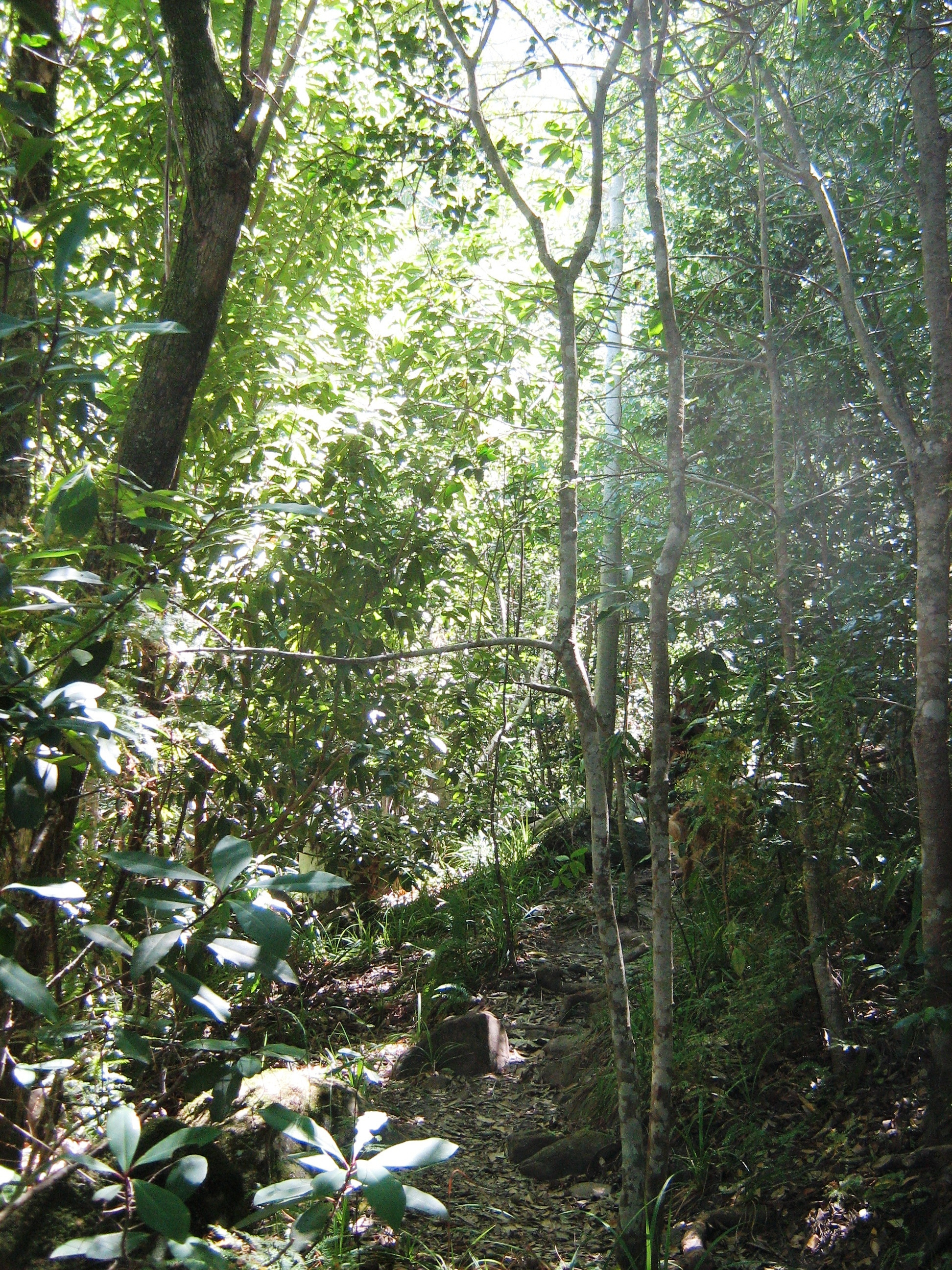
Les espèces rapanea sont communes dans la forêt afrotempérée du sud
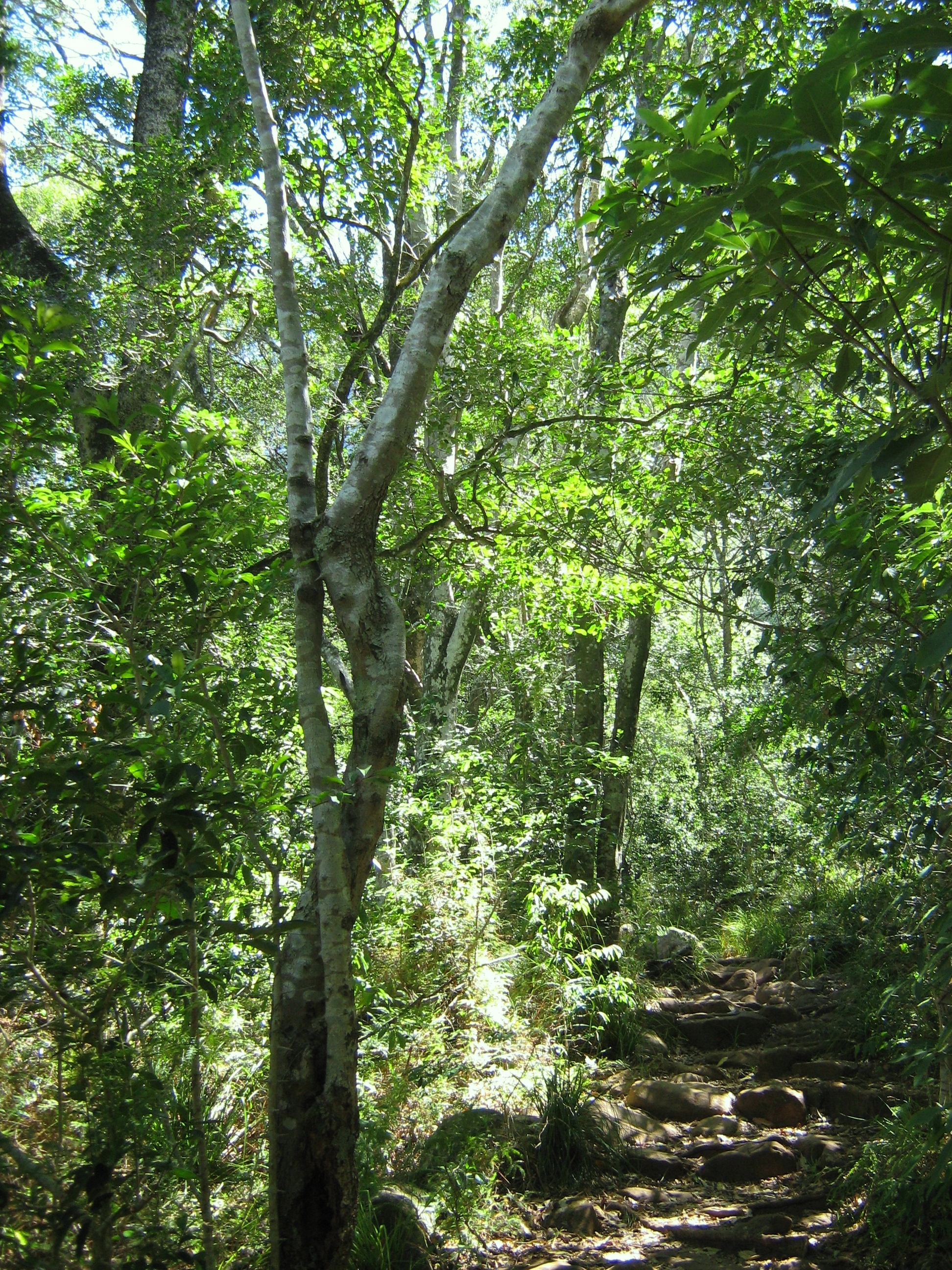
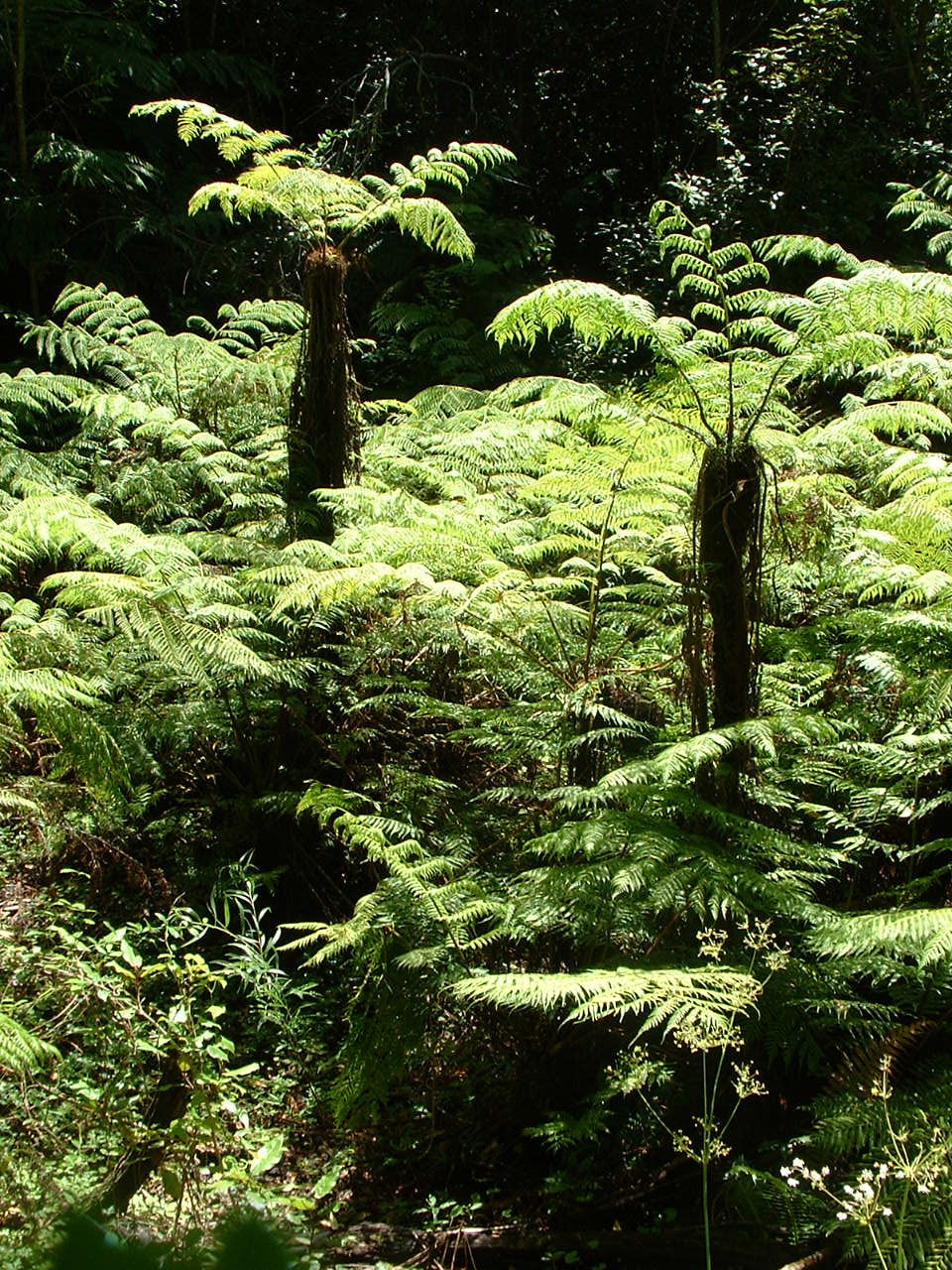
Les fougères arborescentes (Cyathea capensis) poussent dans les parties les plus humides de la forêt.
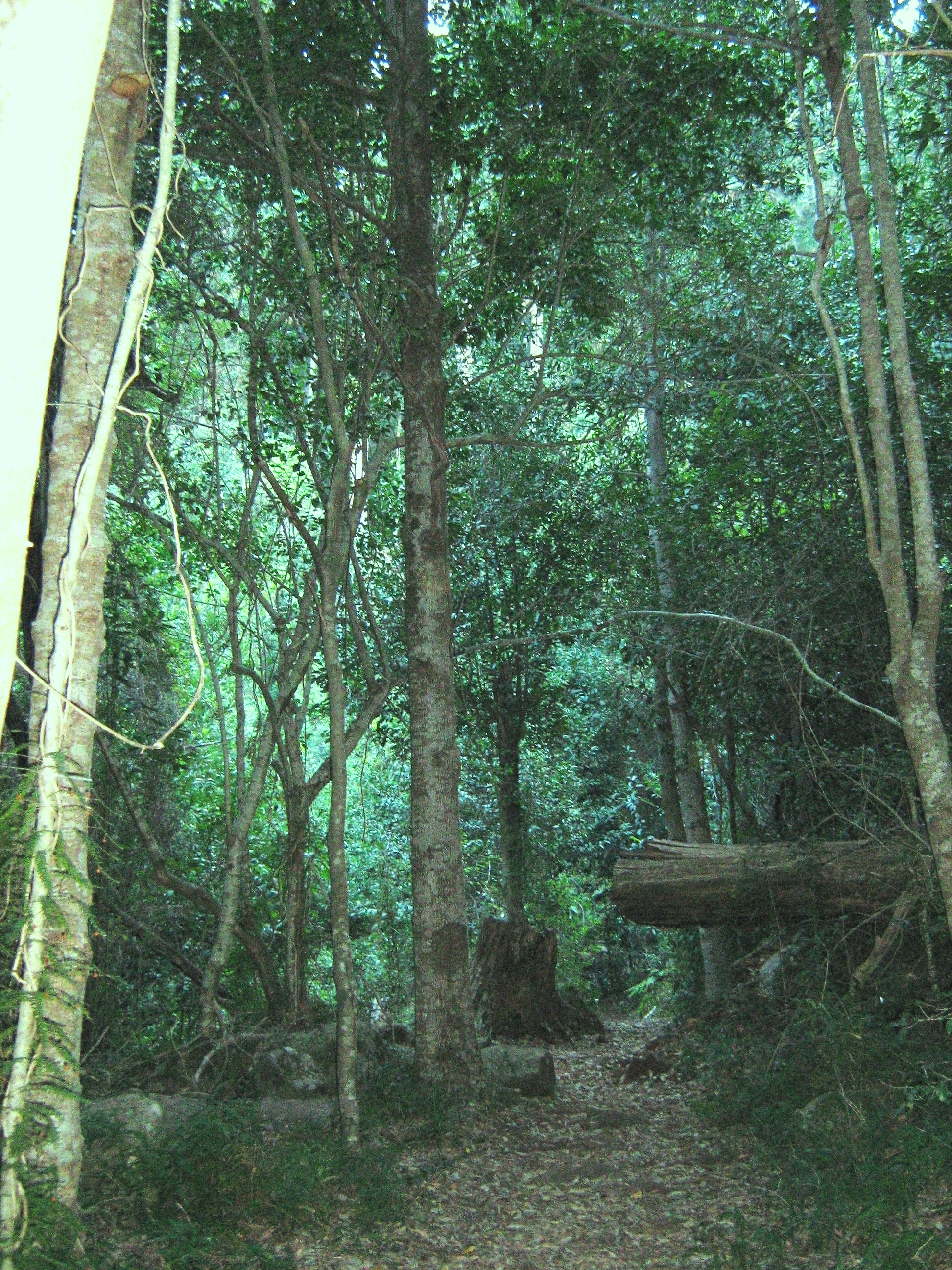
Dans les forêts plus matures, le sol forestier peut être exceptionnellement ombragé.
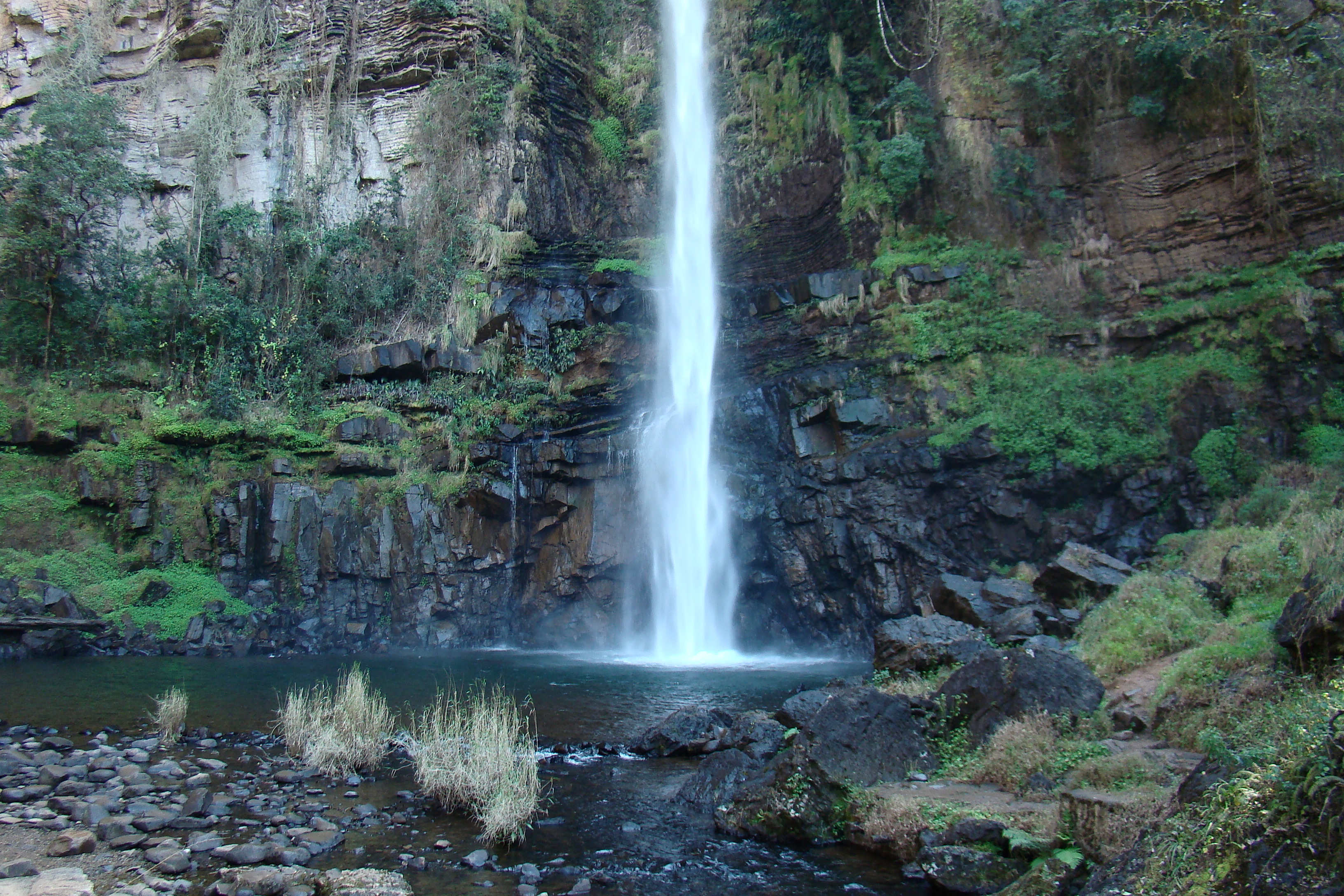
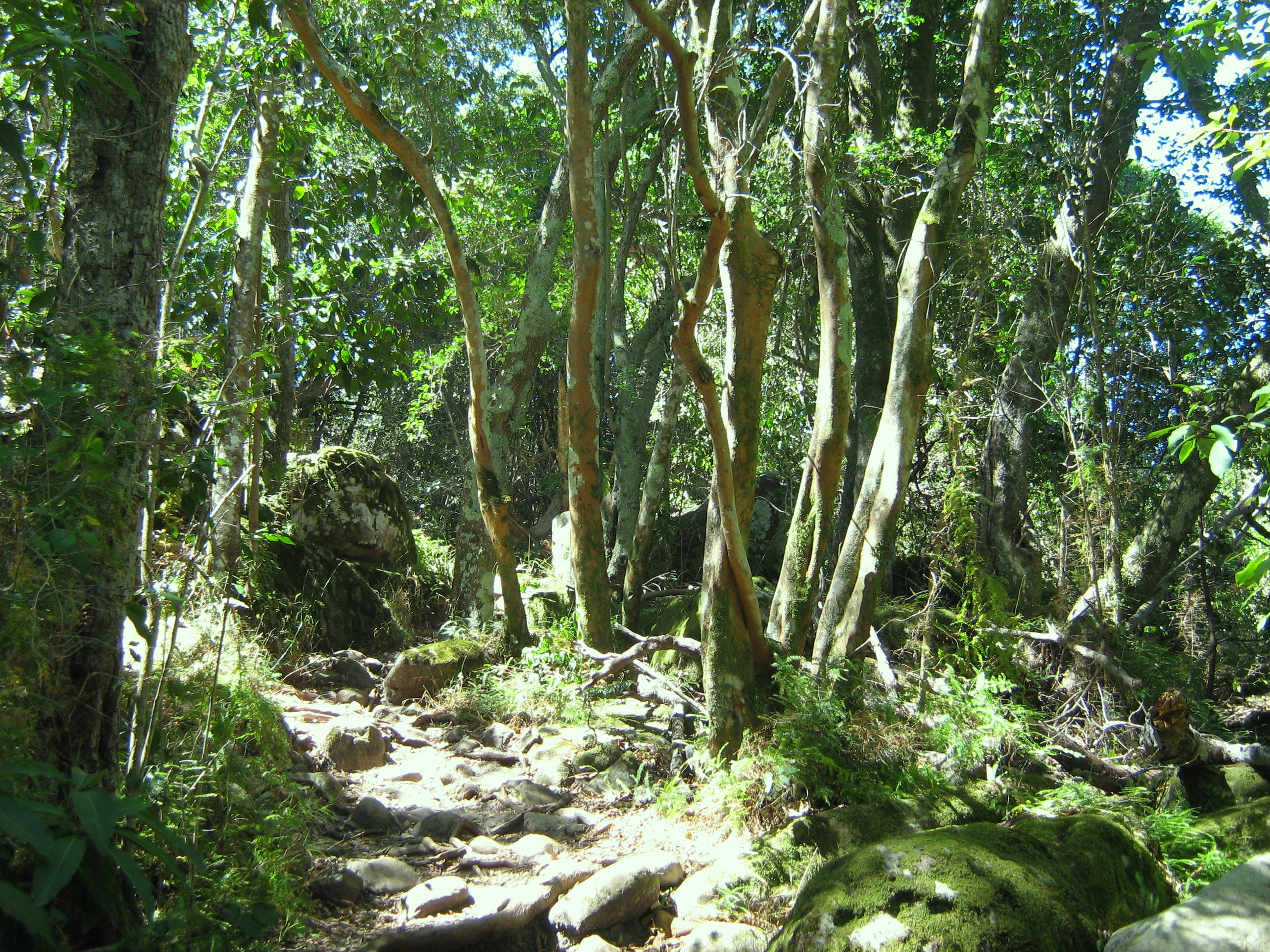
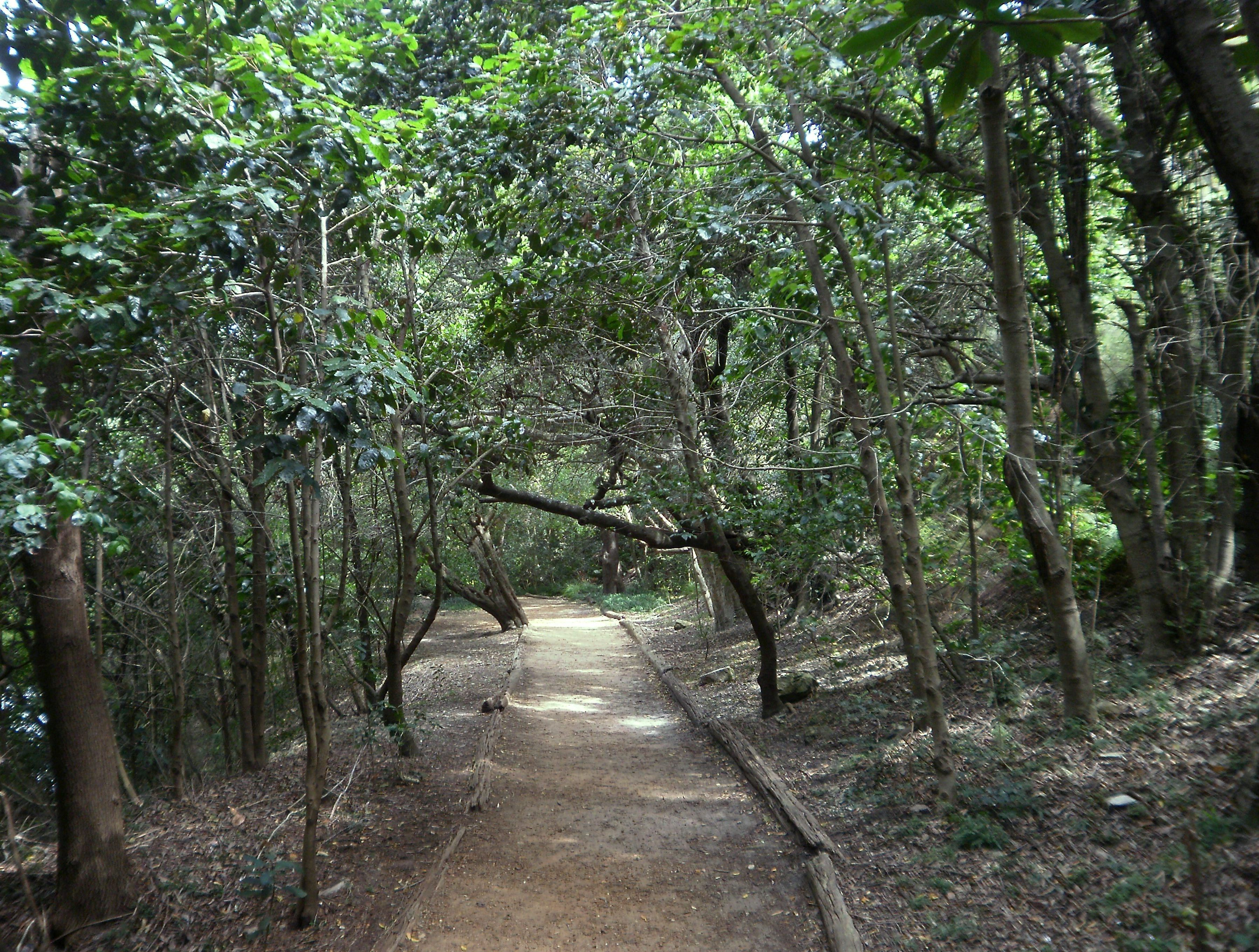
Ces forêts sont utilisées à des fins récréatives pour la marche, entre autres.

## Voir également
- Afromontane
- Région floristique du Cap